# Darling Companion
Darling Companion è un film del 2012 diretto da Lawrence Kasdan. La sceneggiatura è stata scritta da Lawrence e Meg Kasdan.

## Trama
Beth è una casalinga di mezza età, decisamente emotiva, sposata con Joseph, chirurgo di successo. Con il marito sempre impegnato con il lavoro e le due figlie ormai adulte, di cui una sposata e lontana da casa, Beth è frustrata dal fatto di non riuscire a trovare uno sfogo per le sue turbolente emozioni.
Un giorno tornando verso casa dall'aeroporto insieme alla figlia minore, Beth trova un cane abbandonato sulla superstrada. Con molta determinazione, le due donne riescono a caricare l'animale spaventato e ferito in macchina e a portarlo da un veterinario. Dopo avergli prestato le prime cure, l'uomo suggerisce che sia proprio Beth, che l'ha trovato, a portarlo a casa con sé. Dopo un iniziale tentennamento, la donna accoglie nella propria casa il grosso cane, ribattezzato Freeway, nonostante il marito sia totalmente contrario.
Trascorso un anno, Beth è sempre più profondamente legata a Freeway, e Joseph, a suo modo, ha accettato la presenza del cane. Arriva il giorno del matrimonio della figlia minore, che si sposa con il veterinario conosciuto un anno prima grazie a Freeway, e per l'occasione tutta la famiglia si trasferisce in una località di montagna.
Dopo la cerimonia, Joseph porta Freeway a passeggio nel bosco, ma come al solito è distratto e dimentica il fischietto con cui richiamare il cane. Come sempre è al cellulare per questioni di lavoro e il cane, senza guinzaglio, si allontana inseguendo un cervo perdendosi nei boschi.
Alla notizia che il suo amato cane è scappato per una distrazione del marito, Beth reagisce molto stizzita. Parte immediatamente una forsennata ricerca, che coinvolge anche altri membri della famiglia: la sorella di Joseph, Penny con il figlio Bryan e il nuovo compagno Russell. Si unisce al gruppo anche la persona che custodisce la casa in cui alloggia la famiglia: Carmen, una donna affascinante ed eccentrica che, forte di origini gitane, vanta il dono di avere delle visioni, con le quali è convinta di poter ritrovare il cane. Le ricerche non danno risultati e presto arriva il giorno in cui la famiglia deve ritornare a casa. Beth si rifiuta categoricamente di partire senza Freeway. Così decidono di rimanere al suo fianco tutti i membri della famiglia, compreso alla fine un riluttante Joseph.
La lunga ricerca del cane si trasforma in un'occasione per i familiari di collaborare e trascorrere del tempo insieme, fatto che inevitabilmente porta a galla i conflitti irrisolti tra i vari personaggi.
Alla fine, quando Beth, Joseph e i loro amici partono con l'aereo per tornare a casa, Beth nota su un'immensa prateria Freeway e Joseph finge un'appendicite costringendo l'aereo a tornare indietro. Arrivata sul posto, Beth chiama Freeway senza successo, ma quando tutti fanno un grido all'unisono, il cane riappare e Beth, felice, corre per andare a prenderlo. Il ritrovamento di Freeway è il suggello a una ritrovata serenità e schiettezza nei rapporti interpersonali.